# Dukovec
Dukovec is een plaats in de gemeente Sveti Križ Začretje in de Kroatische provincie Krapina-Zagorje. De plaats telt 259 inwoners (2001).